# Finales de la NBA de 2025
Las Finales de la NBA de 2025 fueron las series definitivas de los playoffs del 2025 y supusieron la conclusión de la temporada 2024-25 de la NBA. El título se disputó, al mejor de siete partidos, siendo el primer encuentro el 5 de junio y finalizando el 22 de junio.
Las finales, patrocinadas por servicio de streaming YouTube, se conocen bajo el nombre del patrocinio: 2025 NBA Finals presented by YouTube TV, y las disputaron el vencedor de la Final de la Conferencia Este, los Indiana Pacers, y el vencedor de la Final de la Conferencia Oeste, el Oklahoma City Thunder; que ganó en la serie por 4–3 y se coronó campeón por primera vez en su historia bajo su denominación actual y segunda si se cuenta la etapa anterior cuando eran los Seattle SuperSonics.

## Enfrentamientos previos en temporada regular
| Reportaje   | Fecha      | Equipos                                | Resultado | Lugar                                            |
| ----------- | ---------- | -------------------------------------- | --------- | ------------------------------------------------ |
| Reportaje 1 | 26/12/2024 | Oklahoma City Thunder - Indiana Pacers | 120 - 114 | Gainbridge Fieldhouse, en Indianapolis (Indiana) |
| Reportaje 2 | 29/3/2025  | Indiana Pacers - Oklahoma City Thunder | 111 - 122 | Paycom Center, en Oklahoma City (Oklahoma)       |

## Camino hacia las Finales de la NBA
La trayectoria en las eliminatorias de playoffs de ambos equipos ha sido: 
|  | Equipo                | Primera ronda         | Semifinales de Conferencia | Finales de Conferencia |
|  | --------------------- | --------------------- | -------------------------- | ---------------------- |
|  | Indiana Pacers        | Ganó a Milwaukee, 4−1 | Ganó a Cleveland, 4−1      | Ganó a New York, 4−2   |
|  | Oklahoma City Thunder | Ganó a Memphis, 4−0   | Ganó a Denver, 4−3         | Ganó a Minnesota, 4−1  |

## Partidos de la final
Nota: Los horarios son EDT según lo indicado por la NBA. Para los partidos en Oklahoma City, también se indica la hora local. (CDT). 

### Partido 1
| 5 de junio                   | Indiana Pacers                                                                    | 111–110                               | Oklahoma City Thunder                                                               | Oklahoma City |  |  |
| 8:30 pm (7:30 pm CDT)        | Parciales: 20–29, 25–28, 31–28, 35–25                                             | Parciales: 20–29, 25–28, 31–28, 35–25 | Parciales: 20–29, 25–28, 31–28, 35–25                                               | |  |  |
|                              | Estadísticas Pascal Siakam (19) Aaron Nesmith (12) T. Haliburton, A. Nembhard (6) | Reporte Pts Reb Asts                  | Estadísticas (38) Shai Gilgeous-Alexander (9) Isaiah Hartenstein (6) Jalen Williams | Pabellón: Paycom Center Asistencia: 18.203 espectadores Árbitros: Marc Davis David Guthrie John Goble Kevin Scott Televisión: ABC |  |  |
| Indiana lidera la serie, 1–0 |                                                                                   |                                       |                                                                                     | |  |  |
|                              |                                                                                   |                                       |                                                                                     | |  |  |

En su primera participación en las Finales desde 2012, los Thunder se adelantaron rápidamente y forzaron un récord de 19 pérdidas de balón de Indiana en la primera mitad, llegando al descanso con una ventaja de 57-45. En el último cuarto, los Pacers recortaron una desventaja inicial de 15 puntos con 9:42 por jugar, pasando a un partido de una sola posesión con menos de un minuto por jugar. Tras una petición de revisión del entrenador Rick Carlisle sobre una jugada de Pascal Siakam fuera de banda, que fue declarada inválida a 22 segundos del final, los Thunder ganaban 110-109, pero la bandeja de Shai Gilgeous-Alexander no encontró el objetivo mientras Indiana recuperaba la posesión. Carlisle optó por no pedir tiempo muerto y dar a los Thunder la oportunidad de armar su defensa, lo que permitió a los Pacers presionar en transición. Tyrese Haliburton, quien ya había anotado canastas clave de la victoria en esta postemporada contra Milwaukee, Cleveland y Nueva York, clavó un tiro en suspensión de 6,4 metros sobre Cason Wallace para poner a Indiana arriba 111–110 con 0,3 segundos restantes, marcando su primera ventaja en todo el partido. Tras el fallo del último intento de palmeo de los Thunder, los Pacers mejoraron a 4–0 su récord en los primeros partidos de la serie en estos playoffs.
Gilgeous-Alexander lideró a todos los anotadores con 38 puntos, marcando la tercera mayor cantidad en un debut en las Finales, solo por detrás de Allen Iverson y George Mikan. Jalen Williams y Luguentz Dort combinaron 32 puntos para los Thunder, mientras que Chet Holmgren tuvo dificultades con solo seis puntos en 2 de 9 tiros de campo. Pascal Siakam lideró la anotación de los Pacers con 19 puntos y 10 rebotes. Los cinco titulares de Indiana terminaron en dobles dígitos, con Aaron Nesmith y Haliburton sumando doble-dobles, y Obi Toppin añadió 17 puntos en una noche productiva saliendo desde el banquillo. Esta fue solo la segunda derrota de los Thunder en casa en todos los playoffs, la última fue por 121–119 en el primer partido de las semifinales de conferencia contra los Denver Nuggets. Según los análisis de ESPN, los Thunder tenían un 96,4% de probabilidades de ganar con una ventaja de nueve puntos y 2:52 por jugar. Este partido marcó la cuarta remontada de los Pacers en estos playoffs en la que su oponente tuvo al menos un 95% de posibilidades de ganar con menos de tres minutos restantes, cada una culminando con una canasta de Haliburton que empató el partido o les dio la ventaja.
El tiro ganador de Haliburton con 0,3 segundos restantes fue la primera canasta ganadora en un partido de las Finales de la NBA desde el tiro sobre la bocina de Michael Jordan en el primer partido de las Finales de 1997. Los Pacers en el primer partido se unieron a los Spurs de 1999 en el segundo partido de las Finales de la Conferencia Oeste y a los Lakers de 2002 en el cuarto partido de las Finales de la Conferencia Oeste como equipos en ganar un partido de playoffs a pesar de ir por delante en el marcador durante 20 segundos o menos. Indiana también empató con los Chicago Bulls de 1992 en el sexto partido y los Dallas Mavericks de 2011 en el segundo partido (estos últimos también entrenados por Rick Carlisle) para la mayor remontada en el último cuarto de las Finales de la NBA. Para Oklahoma City, esta fue su primera derrota en casa ante un equipo de la Conferencia Este desde el 12 de marzo de 2024 (hace casi 15 meses), cuando perdieron precisamente ante los Indiana Pacers.

### Partido 2
| 8 de junio            | Indiana Pacers                                                                        | 107–123                               | Oklahoma City Thunder                                                                        | Oklahoma City |  |  |
| 8:00 pm (7:00 pm CDT) | Parciales: 20–26, 21–33, 33–34, 33–30                                                 | Parciales: 20–26, 21–33, 33–34, 33–30 | Parciales: 20–26, 21–33, 33–34, 33–30                                                        | |  |  |
|                       | Estadísticas Tyrese Haliburton (17) Pascal Siakam (7) T. Haliburton, TJ McConnell (6) | Reporte Pts Reb Asts                  | Estadísticas (34) Shai Gilgeous-Alexander (8) Isaiah Hartenstein (8) Shai Gilgeous-Alexander | Pabellón: Paycom Center Asistencia: 18.203 espectadores Árbitros: Zach Zarba Kevin Scott Ben Taylor James Williams Televisión: ABC |  |  |
| Serie empatada, 1–1   |                                                                                       |                                       |                                                                                              | |  |  |
|                       |                                                                                       |                                       |                                                                                              | |  |  |

Los Thunder hicieron valer el factor cancha en el segundo partido de las finales, con una actuación estelar de Shai Gilgeous-Alexander, que anotó 34 puntos, que sumados a los 38 del primer partido, le convirtieron en el jugador con el mejor arranque en unas finales de la NBA superando a Allen Iverson, que firmó 71 puntos con los 76ers en los dos primeros partidos de las finales de 2001 que perdieron ante Los Angeles Lakers. El canadiense se convirtió además en el cuarto jugador de la historia de la liga (desde la fusión con la ABA) que consigue al menos 3.000 puntos en una temporada contando liga regular y playoffs, uniéndose a Kevin Durant, Shaquille O'Neal y Michael Jordan. A esos 34 puntos añadió 8 asistencias, 5 rebotes, 4 robos de balón y un tapón.
El primer cuarto estuvo muy igualado, con alternativas en el marcador y pequeñas diferencias, pero en los dos últimos minutos los Thunder lograron un parcial de 7–0 con el que llegaron al final del cuarto con la mayor ventaja hasta ese momento (26–20). El segundo cuarto empezó como acabó el primero, con los Thunder ampliando la brecha hasta los 15 puntos (42–27). Los Pacers habían aguantado gracias a un buen porcentaje de triples, pero cuando empezaron a fallar se quedaron sin alternativa, con Chet Holmgren e Isaiah Hartenstein dominando el juego bajo los aros. Tras un buen trabajo defensivo de Andrew Nembhard sobre Shai, finalmente el canadiense también se unió a la fiesta, ampliando el parcial a un casi definitivo 19–2 para dejar el marcador en un 52–29. A pesar de un amago de reacción de los Pacers, encabezados por Pascal Siakam, logrando un parcial de 0–10, un tiempo muerto de Mark Daigneault cortó la racha. Al descanso, los Thunder se fueron a favor con 18 puntos de diferencia, con Shai liderando los anotadores con 15 puntos. En la reanudación, los Pacers redujeron la diferencia a 13 puntos, aunque la reacción de Oklahoma fue inminente, llegando al final del tercer cuarto de nuevo con 19 puntos de ventaja. El equipo local siguió siendo el dueño de la pelota en el último cuarto, y el entrenador de los Pacers, Rick Carlisle tiró la toalla a cuatro minutos del final, dando entrada a todo su banquillo. A la gran actuación del base canadiense, hay que añadir las buenas actuaciones de Chet Holmgren (15 puntos y seis rebotes) y Jalen Williams (19 puntos, cinco rebotes y cinco asistencias) en el quinteto titular. Además, saliendo desde el banquillo, Alex Caruso añadió 20 puntos en una serie de 6 de 11 tiros de campo (incluyendo cuatro de ocho en triples) y Aaron Wiggins colaboró con 18, también en 6 de 11 tiros de campo (con cinco de ocho tiros de tres). Por parte de Indiana, Tyrese Haliburton tuvo que conformarse con 17 puntos, mientras que Pascal Siakam aportó 15, pero con una errática serie de tiro.

### Partido 3
| 11 de junio                  | Oklahoma City Thunder                                                                    | 107–116                               | Indiana Pacers                                                                    | Indianápolis |  |  |
| 8:30 pm                      | Parciales: 32–24, 28–40, 29–20, 18–32                                                    | Parciales: 32–24, 28–40, 29–20, 18–32 | Parciales: 32–24, 28–40, 29–20, 18–32                                             | |  |  |
|                              | Estadísticas Jalen Williams (26) Chet Holmgren (10) A. Caruso, S. Gilgeous-Alexander (4) | Reporte Pts Reb Asts                  | Estadísticas (27) Bennedict Mathurin (9) Tyrese Haliburton (11) Tyrese Haliburton | Pabellón: Gainbridge Fieldhouse Asistencia: 17.274 espectadores Árbitros: Tony Brothers James Capers Courtney Kirkland Tyler Ford Televisión: ABC |  |  |
| Indiana lidera la serie, 2–1 |                                                                                          |                                       |                                                                                   | |  |  |
|                              |                                                                                          |                                       |                                                                                   | |  |  |

En un partido muy disputado en el que ninguno de los equipos llegó a ponerse más de diez puntos por delante en el marcador, los Pacers remontaron en el último cuarto para recuperar el liderato de la serie. Los Thunder se adelantaron con nueve puntos gracias a los buenos comienzos de Chet Holmgren y Luguentz Dort, quienes combinaron 22 de los 32 puntos del equipo en ese periodo. Sin embargo, el banquillo de Indiana cambió el rumbo en el segundo cuarto. Bennedict Mathurin anotó 14 puntos en ese periodo, mientras que T. J. McConnell impulsó al equipo con varias jugadas clave, registrando cuatro asistencias y tres robos. El partido se mantuvo reñido de principio a fin, y una racha de 6–0 de los Thunder en el último minuto del tercer cuarto le dio a los de Oklahoma City una ventaja de cinco puntos al entrar en el último cuarto. A partir de ahí, los Pacers tomaron el control. Indiana encestó 13 de 21 tiros de campo en el último periodo, limitando a los Thunder a solo un 35% de acierto y forzando cinco pérdidas de balón. Con el marcador empatado a 98 y menos de siete minutos por jugar, Tyrese Haliburton tomó el control, anotando o asistiendo en 10 de los 14 puntos de los Pacers durante una racha decisiva de 14–6 que les dio una ventaja de ocho puntos con 1:09 por jugar, una ventaja que acabaría siendo definitiva.
Mathurin terminó con 27 puntos, máximo anotador del partido, con 9 de 12 en tiros de campo en tan solo 22 minutos desde el banquillo, marcando la mayor cantidad de puntos de un reserva en las Finales de la NBA desde que Jason Terry anotara 27 en 2011, también bajo la dirección de Rick Carlisle. Contó con el apoyo de McConnell (cinco robos, cinco asistencias) y Obi Toppin (seis rebotes, dos tapones), ayudando a Indiana a arrollar a Oklahoma City por 49–18 en puntos desde el banquillo. Haliburton casi logró un triple-doble con 22 puntos, 11 asistencias y nueve rebotes, mientras que Pascal Siakam añadió 21 puntos, dando a los Pacers tres anotadores de 20 puntos en el partido tras no haber tenido ninguno en los dos primeros encuentros de la serie. Jalen Williams lideró a los Thunder con 26 puntos y un 50% de acierto en tiros de campo. Shai Gilgeous-Alexander aportó 24 puntos, pero tuvo dificultades con su eficiencia, con cuatro asistencias y seis pérdidas de balón. Fue su primer partido de los playoffs con una relación asistencias-pérdidas negativa. Holmgren añadió 20 puntos, acertando 6 de 9 en tiros de dos puntos, pero fallando sus seis intentos de triple.
Con la victoria, los Pacers mejoraron a 10–0 en partidos después de una derrota, que se remonta al 15 de marzo. Los Thunder, que tuvieron un récord de 61–2 cuando lideraba al entrar al último cuarto en la temporada regular, cayó a 1–2 en tales situaciones en las Finales.

### Partido 4
| 13 de junio         | Oklahoma City Thunder                                                                        | 111–104                               | Indiana Pacers                                                          | Indianápolis |  |  |
| 8:30 pm             | Parciales: 34–35, 23–25, 23–27, 31–17                                                        | Parciales: 34–35, 23–25, 23–27, 31–17 | Parciales: 34–35, 23–25, 23–27, 31–17                                   | |  |  |
|                     | Estadísticas Shai Gilgeous-Alexander (35) Chet Holmgren (15) I. Hartenstein, J. Williams (3) | Reporte Pts Reb Asts                  | Estadísticas (20) Pascal Siakam (9) Aaron Nesmith (7) Tyrese Haliburton | Pabellón: Gainbridge Fieldhouse Asistencia: 17.274 espectadores Árbitros: Scott Foster Courtney Kirkland Sean Wright Josh Tiven Televisión: ABC |  |  |
| Serie empatada, 2–2 |                                                                                              |                                       |                                                                         | |  |  |
|                     |                                                                                              |                                       |                                                                         | |  |  |

Los Thunder igualaron una eliminatoria que a priori se les había puesto muy cuesta arriba, ya que los Pacers dominaron el marcador durante los tres primeros cuartos. Con un mal porcentaje de triples y una rotación de jugadores muy corta, la eliminatoria parecía abocada al 3–1, pero Shai Gilgeous-Alexander nuevamente tiró del equipo, y en el último cuarto consiguió 15 de sus 35 puntos en una serie de 3 de 3 en tiros de campo y ocho tiros libres sin fallo, lo que unido a los 27 puntos de Jalen Williams y al control del rebote de Chet Holmgren (14 puntos, 15 capturas), acabaron por dar la victoria al Thunder. Por parte de los Pacers, destacar la labor de Obi Toppin saliendo desde el banquillo, con 17 puntos, que se unió a los habituales Pascal Siakam (20 puntos) y Tyrese Haliburton (18).
Por primera vez desde 1948, un equipo lograba ganar un partido de unas finales repartiendo 10 asistencias o menos, y por primera vez desde las Finales de la NBA de 2010, lo hacía anotando tres triples o menos.

### Partido 5
| 16 de junio                        | Indiana Pacers                                                               | 109–120                               | Oklahoma City Thunder                                                            | Oklahoma City |  |  |
| 8:30 pm (7:30 pm CDT)              | Parciales: 22–32, 23–27, 34–28, 30–33                                        | Parciales: 22–32, 23–27, 34–28, 30–33 | Parciales: 22–32, 23–27, 34–28, 30–33                                            | |  |  |
|                                    | Estadísticas Pascal Siakam (28) Bennedict Mathurin (8) Tyrese Haliburton (6) | Reporte Pts Reb Asts                  | Estadísticas (40) Jalen Williams (11) Chet Holmgren (10) Shai Gilgeous-Alexander | Pabellón: Paycom Center Asistencia: 18.203 espectadores Árbitros: Marc Davis John Goble Ben Taylor James Willliams Televisión: ABC |  |  |
| Oklahoma City lidera la serie, 3–2 |                                                                              |                                       |                                                                                  | |  |  |
|                                    |                                                                              |                                       |                                                                                  | |  |  |

Oklahoma City detuvo un intento de remontada de los Pacers en el último cuarto para tomar una ventaja de 3–2 y colocarse al borde de su primer campeonato de la NBA en la historia de la ciudad. Jalen Williams anotó 40 puntos, su mejor marca personal en playoffs, y Shai Gilgeous-Alexander añadió 31 en la victoria de los Thunder por 120–109. Fue la décima vez que la dupla estelar de Oklahoma City superó los 70 puntos combinados en un partido. Williams encestó 14 de 24 tiros de campo, mientras que Gilgeous-Alexander añadió diez asistencias tras no haber dado ninguna en el cuarto partido. La pareja se combinó para anotar o asistir 103 puntos, la mayor cantidad de un dúo en un partido de las Finales de la NBA en los últimos 50 años, según ESPN Research. En lo que va de estas Finales, Gilgeous-Alexander y Williams suman 291 puntos combinados, la cuarta mayor cantidad de un dúo en los primeros cinco partidos de unas Finales de la NBA desde la fusión NBA-ABA en 1977. Saliendo desde el banquillo, Aaron Wiggins sumó 14 puntos y Cason Wallace, quien fue sentado en el banquillo por Isaiah Hartenstein en el cuarto partido, robó 4 balones y anotó 11 puntos. Alex Caruso también robó cuatro pelotas para una defensa de Oklahoma City que forzó 22 pérdidas de balón de los Pacers. Tras un cuarto partido con porcentajes erráticos en triples, Williams (3 de 5), Luguentz Dort (3 de 6), Wiggins (4 de 7) y Wallace (3 de 4) lideraron la ofensiva de triples de los Thunder, que acertaron el 43,8% de sus lanzamientos como equipo.
Al igual que en sus dos partidos anteriores en Oklahoma City, los Pacers tuvieron un comienzo complicado. Tyrese Haliburton se resintió de una lesión en la parte inferior de la pierna izquierda en el primer cuarto y no estuvo igual el resto del partido, sin anotar ni un solo tiro de campo y logrando solo cuatro puntos. Llegando a perder por 18 puntos al final del segundo cuarto, los Pacers se acercaron a cinco puntos al final del tercero. Con Haliburton en problemas, el base suplente T. J. McConnell lideró la remontada, anotando 13 puntos en poco menos de siete minutos. Los Pacers mantuvieron ese impulso en el último cuarto, cuando Pascal Siakam encestó dos tiros libres a 9:19 del final para acercar a Indiana a cuatro puntos y un minuto después anotó un triple para recortar el marcador a 95–93. Sin embargo, esto sería lo más cerca que Indiana estuvo de anotar, ya que Oklahoma aumentó la presión, superando a Indiana por 21–8 en los siguientes cinco minutos. Siakam terminó con 28 puntos, con 9 de 15 en tiros de campo, y McConnell anotó 18 puntos en total. Esta es la primera vez en estos playoffs que los de Indiana van perdiendo en una serie de playoffs.

### Partido 6
| 19 de junio         | Oklahoma City Thunder                                                         | 91–108                                | Indiana Pacers                                                   | Indianápolis |  |  |
| 8:30 pm             | Parciales: 25–28, 17–36, 18–26, 31–18                                         | Parciales: 25–28, 17–36, 18–26, 31–18 | Parciales: 25–28, 17–36, 18–26, 31–18                            | |  |  |
|                     | Estadísticas Shai Gilgeous-Alexander (21) Chet Holmgren (6) Ajay Mitchell (4) | Reporte Pts Reb Asts                  | Estadísticas (20) Obi Toppin (13) Pascal Siakam (6) TJ McConnell | Pabellón: Gainbridge Fieldhouse Asistencia: 17.274 espectadores Árbitros: Tony Brothers Zach Zarba David Guthrie Tyler Ford Televisión: ABC |  |  |
| Serie empatada, 3–3 |                                                                               |                                       |                                                                  | |  |  |
|                     |                                                                               |                                       |                                                                  | |  |  |

Un balance equilibrado ataque-defensa de los Indiana Pacers en ambos lados de la cancha ayudó a extender la serie y forzar un séptimo partido en las Finales de la NBA por primera vez desde 2016. Los Thunder reiniciaron el partido donde lo habían dejado en el quinto, con una racha inicial de 10–2. Los Pacers respondieron rápidamente con una racha de 24–7, liderados por Andrew Nembhard y Obi Toppin, que anotaron 16 de los 24 puntos, y la defensa de Indiana forzó cuatro pérdidas de balón. El primer cuarto terminó con los Pacers ganando 28–25, la menor anotación del Thunder en un primer cuarto de la serie. Con 5:22 por jugarse en el segundo cuarto, Indiana mantenía su mayor ventaja de las Finales, con el marcador 45–33 tras un triple de Aaron Nesmith. Los Pacers ampliaron la ventaja a 51–35, completando un parcial de 17–2 en un lapso de 5:13 desde un marcador de 34–33. El cuarto terminó con una canasta de media distancia de Pascal Siakam sobre la bocina sobre Alex Caruso; 40 segundos antes, Siakam también había clavado un espectacular mate sobre Jalen Williams, tras un pase giratorio de Tyrese Haliburton. Al descanso, Indiana mantenía una imponente ventaja de 64–42. Para Oklahoma City, Williams y Shai Gilgeous-Alexander anotaron 31 de los 42 puntos de su equipo.
Los Thunder tuvieron la oportunidad de volver al partido al comienzo del tercer cuarto, ya que los Pacers fallaron sus siete primeros lanzamientos a canasta. Sin embargo, Oklahoma City también empezó el cuarto con mal pie, errando sus primeros siete tiros, y no anotando ningún punto en los primeros 3:53 de juego. Indiana acabó el tercer cuarto de la misma manera que el segundo, con una canasta sobre la bocina, esta vez de Ben Sheppard, y el marcador fue de 90–60. Con una amplia ventaja, los Pacers pudieron descansar la lesión de pantorrilla de Haliburton durante la mayor parte de la segunda mitad.
Obi Toppin lideró a los Pacers en anotación con 20 puntos saliendo desde el banquillo. Otros cinco jugadores de Indiana terminaron en doble dígito de puntos. Como equipo, forzaron 21 pérdidas de balón, incluyendo ocho contra Gilgeous-Alexander. Los problemas de tiro de Oklahoma City en el Gainbridge Fieldhouse continuaron, con un 26,7% de acierto en triples. Este será el primer séptimo partido de unas Finales de la NBA en la historia de la franquicia de los Pacers, mientras que los Thunder, entonces conocidos como Seattle SuperSonics, perdieron un séptimo partido en las Finales de la NBA de 1978 en casa contra los Washington Bullets. Además, los tres últimos equipos en las Finales que ganaron el sexto partido para forzar un séptimo partido, también ganaron el séptimo partido.

### Partido 7
| 22 de junio                      | Indiana Pacers                                                                   | 91–103                                | Oklahoma City Thunder                                                                         | Oklahoma City |  |  |
| 8:00 pm (7:00 pm CDT)            | Parciales: 22–25, 26–22, 20–34, 23–22                                            | Parciales: 22–25, 26–22, 20–34, 23–22 | Parciales: 22–25, 26–22, 20–34, 23–22                                                         | |  |  |
|                                  | Estadísticas Bennedict Mathurin (24) Bennedict Mathurin (13) Andrew Nembhard (6) | Reporte Pts Reb Asts                  | Estadísticas (29) Shai Gilgeous-Alexander (9) Isaiah Hartenstein (12) Shai Gilgeous-Alexander | Pabellón: Paycom Center Asistencia: 18.203 espectadores Árbitros: James Capers Sean Wright Josh Tiven James Williams Televisión: ABC |  |  |
| Oklahoma City gana la serie, 4–3 |                                                                                  |                                       |                                                                                               | |  |  |
|                                  |                                                                                  |                                       |                                                                                               | |  |  |

Este fue el 20.º séptimo partido en la historia de las Finales de la NBA. Este fue el primer séptimo partido de una Final de la NBA en la historia de la franquicia de los Pacers, mientras que el Thunder, entonces conocido como Seattle SuperSonics, perdió un séptimo partido en las Finales de la NBA de 1978 en casa ante los Washington Bullets.
A falta de cinco minutos para el final del primer cuarto, Tyrese Haliburton se lesionó de nuevo la parte inferior de la pierna izquierda en una penetración sin contacto hacia la canasta. Todo el equipo de los Pacers abandonó el banquillo para rodear a Haliburton, quien se levantó y recibió ayuda para salir de la cancha; fue declarado fuera del partido unos minutos después. Antes de la lesión, Haliburton había encestado 3 de 4 triples. A pesar del duro golpe para los Pacers, se fueron al descanso con ventaja de 48–47. En el tercer cuarto, Oklahoma City comenzó a marcar diferencias con Indiana. Chet Holmgren y Jalen Williams, quienes tuvieron dificultades en la primera mitad, anotaron 16 puntos en el cuarto. El único punto brillante para Indiana en el tercer cuarto fue T. J. McConnell, quien anotó los últimos 12 puntos para los Pacers; sin embargo, perdían por trece puntos al final del cuarto, 81–68. El mal juego de Indiana continuó hasta el último cuarto, ya que no anotaron ninguna canasta hasta que Pascal Siakam hizo un tiro de media distancia cuando faltaban 7:29 minutos para el final. Los Pacers lograron reducir la ventaja a 12 puntos en el cuarto, pero eso fue lo más cerca que estuvieron de los Thunder. El trío de jugadores, Shai Gilgeous-Alexander, Williams y Holmgren, lideró al equipo de Oklahoma City a una victoria por 103–91. Gilgeous-Alexander anotó 29 puntos, Holmgren terminó con 18 puntos, ocho rebotes y cinco tapones, y Williams añadió otros 20 puntos. Oklahoma City fue el primer equipo en anotar 100 puntos o más en un séptimo partido de las Finales de la NBA desde que Los Angeles Lakers y Detroit Pistons superaron la centena en las Finales de la NBA de 1988.
Gilgeous-Alexander fue elegido MVP de las Finales; fue el primer jugador en ganar el MVP de la temporada regular y el MVP de las Finales en la misma temporada desde que LeBron James lo hiciera en 2013 con el Miami Heat. También se convirtió en el cuarto jugador en ganar el título de mejor anotador de la liga, además de los MVP de la temporada regular y las Finales, en una misma temporada, y el primero desde Shaquille O'Neal de Los Ángeles Lakers en 2000. Los otros dos jueron Michael Jordan, en cuatro ocasiones, y Kareem Abdul-Jabbar en 1971.
Este es el primer campeonato para el estado de Oklahoma en un deporte profesional importante. Los Thunder también fue el segundo equipo más joven en ganar un campeonato de la NBA, detrás de los Portland Trail Blazers de 1977.